# Tijani Belaïd
Pour les articles homonymes, voir Belaïd.
Tijani Belaïd (arabe : تيجاني بلعيد), né le 6 septembre 1987 à Paris, est un footballeur international tunisien, qui évolue au poste de milieu offensif à l'Union sportive Créteil-Lusitanos.
Son frère Aymen est également footballeur.

## Carrière

### Clubs
Belaïd joue dans sa jeunesse pour le Paris FC et, dès 2004, à l'Inter Milan. Le milieu de terrain fait ses débuts le 29 mai 2005 contre Reggina 1914 et joue pour l'équipe de jeunes au sein du Primavera Campionato. Sa plus grande réalisation au cours de cette période est de remporter la Coupe d'Italie Primavera en 2006. En janvier 2007, l'Inter le prête au PSV Eindhoven où il joue également dans l'équipe de jeunes. À l'été 2007, Belaïd déménage à nouveau lorsqu'il intègre le Slavia Prague, avec qui il participe à l'UEFA Champions League. Dans le premier match du groupe, contre le Steaua Bucarest, il marque le but de la victoire (2-1). Dans le championnat tchèque, Belaïd est souvent remplacé au début de la saison, avant de se tenir pour la première fois dans le onze de départ durant la sixième journée. Deux semaines plus tard, il marque deux buts contre le FC Zlín (7-1).
Lors de la saison 2008-2009, Belaïd compte 24 matchs en tant que joueur régulier et marque neuf buts. Après des disputes avec l'entraîneur Karel Jarolím, il est attribué durant la trêve hivernale au FK Mladá Boleslav, qui abandonne après un test.
Le 27 janvier 2011, il signe au club anglais de Hull City mais, le 10 mai, Hull City annonce se séparer de lui. Pendant la pause estivale, il part au APOEL Nicosie. Durant la trêve hivernale 2011-2012, il intègre un club de 2. Bundesliga, le 1. FC Union Berlin, où il signe un contrat de six mois. En dépit des problèmes initiaux, il est prolongé à la fin de la saison pour un an. Pendant la pause hivernale 2012-2013, Belaïd quitte cependant le club et évolue ensuite au Moreirense Futebol Clube.
Le 1er juillet 2013, il se sépare du club portugais pour signer en faveur du club bulgare du Lokomotiv Plovdiv. Quelques mois plus tard, il rejoint le Club africain basé à Tunis. Trois ans après, il repart en Europe en signant avec le club grec du PAE Veria. Moins d'un an plus tard, il part en Asie pour signer un contrat avec le Sriwijaya FC qui évolue en championnat d'Indonésie. Le 15 décembre 2017, il revient à son ancien club, le Club africain, où il est prêté une nouvelle fois en Indonésie, en faveur du Borneo FC. Le 6 janvier 2019, il quitte officiellement le Club africain pour signer un contrat avec Al-Muharraq Club.

### Équipe nationale
Belaïd est d'abord appelé au sein de l'équipe de Tunisie des moins de 17 ans. En septembre 2005, il reçoit sa première et unique convocation au sein de l'équipe de France des moins de 19 ans pour un camp d'entraînement. De 2006 à 2010, il joue sous les couleurs de la sélection tunisienne.

## Statistiques
| Saison                | Club                  | Championnat           | Championnat | Championnat | Coupe(s) nationale(s) | Coupe(s) nationale(s) | Compétition(s) continentale(s) | Compétition(s) continentale(s) | Compétition(s) continentale(s) | Tunisie | Tunisie | Total | Total |
| Saison                | Club                  | Division              | M.          | B.          | M.                    | B.                    | Comp.                          | M.                             | B.                             | M.      | B.      | M.    | B.    |
| 2004-2005             | Inter Milan           | Serie A               | 1           | 0           | -                     | -                     | -                              | -                              | -                              | -       | -       | 1     | 0     |
| 2005-2006             | Inter Milan           | Serie A               | -           | -           | -                     | -                     | -                              | -                              | -                              | -       | -       | 0     | 0     |
| 2006-2007             | Inter Milan           | Serie A               | -           | -           | -                     | -                     | -                              | -                              | -                              | 2       | 0       | 2     | 0     |
| Sous-total            | Sous-total            | Sous-total            | 1           | 0           | -                     | -                     | -                              | -                              | -                              | 2       | 0       | 3     | 0     |
| 2006-2007             | PSV Eindhoven (prêt)  | Eredivisie            | -           | -           | -                     | -                     | -                              | -                              | -                              | -       | -       | 0     | 0     |
| Sous-total            | Sous-total            | Sous-total            | -           | -           | -                     | -                     | -                              | -                              | -                              | -       | -       | 0     | 0     |
| 2007-2008             | Slavia Prague (prêt)  | Gambrinus Liga        | 15          | 4           | 1                     | 0                     | C1+C3                          | 6+1                            | 1+0                            | 8       | 3       | 31    | 8     |
| 2008-2009             | Slavia Prague         | Gambrinus Liga        | 24          | 9           | 4                     | 0                     | C1+C3                          | 2+6                            | 0                              | 7       | 0       | 43    | 9     |
| 2009-2010             | Slavia Prague         | Gambrinus Liga        | 14          | 2           | 3                     | 1                     | C1+C3                          | 1+7                            | 0+1                            | 1       | 0       | 26    | 4     |
| 2010-2011             | Slavia Prague         | Gambrinus Liga        | 11          | 0           | 3                     | 1                     | -                              | -                              | -                              | 0       | 0       | 14    | 1     |
| Sous-total            | Sous-total            | Sous-total            | 64          | 15          | 11                    | 2                     | -                              | 23                             | 2                              | 16      | 3       | 114   | 22    |
| 2010-2011             | Hull City             | Championship          | 8           | 0           | -                     | -                     | -                              | -                              | -                              | -       | -       | 8     | 0     |
| Sous-total            | Sous-total            | Sous-total            | 8           | 0           | -                     | -                     | -                              | -                              | -                              | -       | -       | 8     | 0     |
| 2011-2012             | APOEL Nicosie         | Laiki Bank League     | 8           | 1           | -                     | -                     | C1                             | 1                              | 0                              | -       | -       | 9     | 1     |
| Sous-total            | Sous-total            | Sous-total            | 8           | 1           | -                     | -                     | -                              | 1                              | 0                              | -       | -       | 9     | 1     |
| 2011-2012             | Union Berlin          | 2. Bundesliga         | 13          | 0           | -                     | -                     | -                              | -                              | -                              | -       | -       | 13    | 0     |
| 2012-2013             | Union Berlin          | 2. Bundesliga         | 7           | 0           | 1                     | 0                     | -                              | -                              | -                              | -       | -       | 8     | 0     |
| Sous-total            | Sous-total            | Sous-total            | 20          | 0           | 1                     | 0                     | -                              | -                              | -                              | -       | -       | 21    | 0     |
| 2012-2013             | Moreirense FC         | Liga ZON Sagres       | 4           | 0           | -                     | -                     | -                              | -                              | -                              | -       | -       | 4     | 0     |
| Sous-total            | Sous-total            | Sous-total            | 4           | 0           | -                     | -                     | -                              | -                              | -                              | -       | -       | 4     | 0     |
| 2013-2014             | Lokomotiv Plovdiv     | A Group               | 18          | 1           | 5                     | 0                     | -                              | -                              | -                              | -       | -       | 23    | 1     |
| Sous-total            | Sous-total            | Sous-total            | 18          | 1           | 5                     | 0                     | -                              | -                              | -                              | -       | -       | 23    | 1     |
| 2014-2015             | Club africain         | LP 1                  | 28          | 8           | 1                     | 0                     | -                              | 2                              | 0                              | 2       | 0       | 33    | 8     |
| 2015-2016             | Club africain         | LP 1                  | 7           | 1           | -                     | -                     | -                              | 1                              | 0                              | -       | -       | 8     | 1     |
| Sous-total            | Sous-total            | Sous-total            | 35          | 9           | 1                     | 0                     | -                              | 3                              | 0                              | 2       | 0       | 41    | 9     |
| 2016-2017             | PAE Veria             | SL1                   | 8           | 0           | -                     | -                     | -                              | -                              | -                              | -       | -       | 8     | 0     |
| Sous-total            | Sous-total            | Sous-total            | 8           | 0           | -                     | -                     | -                              | -                              | -                              | -       | -       | 8     | 0     |
| 2017-2018             | Sriwijaya             | Liga 1                | 26          | 5           | -                     | -                     | -                              | -                              | -                              | -       | -       | 26    | 5     |
| Sous-total            | Sous-total            | Sous-total            | 26          | 5           | -                     | -                     | -                              | -                              | -                              | -       | -       | 26    | 5     |
| 2017-2018             | Club africain         | LP 1                  | 10          | 2           | 4                     | 3                     | -                              | -                              | -                              | -       | -       | 14    | 5     |
| Sous-total            | Sous-total            | Sous-total            | 10          | 2           | 4                     | 3                     | -                              | -                              | -                              | -       | -       | 14    | 5     |
| 2018-2019             | Borneo FC             | Liga 1                | 13          | 1           | -                     | -                     | -                              | -                              | -                              | -       | -       | 13    | 1     |
| Sous-total            | Sous-total            | Sous-total            | 13          | 1           | -                     | -                     | -                              | -                              | -                              | -       | -       | 13    | 1     |
| Total sur la carrière | Total sur la carrière | Total sur la carrière | 215         | 35          | 22                    | 5                     | -                              | 27                             | 2                              | 20      | 3       | 284   | 45    |

## Palmarès
- Gambrinus Liga (2) : 2008, 2009
- Championnat de Tunisie (1) : 2015
- Coupe de Tunisie (1) : 2018